# Nidogen
Nidogen (entaktyna) (masa cząsteczkowa 150 kDa) – usiarczanowana glikoproteina wchodząca w skład wszystkich błon podstawnych. Występuje w blaszce jasnej błony.
Ma 3 domeny globularne. Od końca N dwie mniejsze G1 i G2 i na końcu C większą G3.
Pomiędzy domenami G2 i G3 jest długa pałeczka zawierająca powtórzone sekwencje przypominające EGF (czynnik wzrostu naskórka).
G2 odpowiada za łączenie się nidogenu z włóknami kolagenu IV.
G3 odpowiada za łączenie się nidogenu z łańcuchem B2[γ] lamininy.
Fizjologicznie jest łącznikiem pomiędzy integrynami plazmalemmy i kolagenem typu IV, który stanowi blaszkę gęstą błony podstawnej oraz lamininą.